# Sámuel Aba

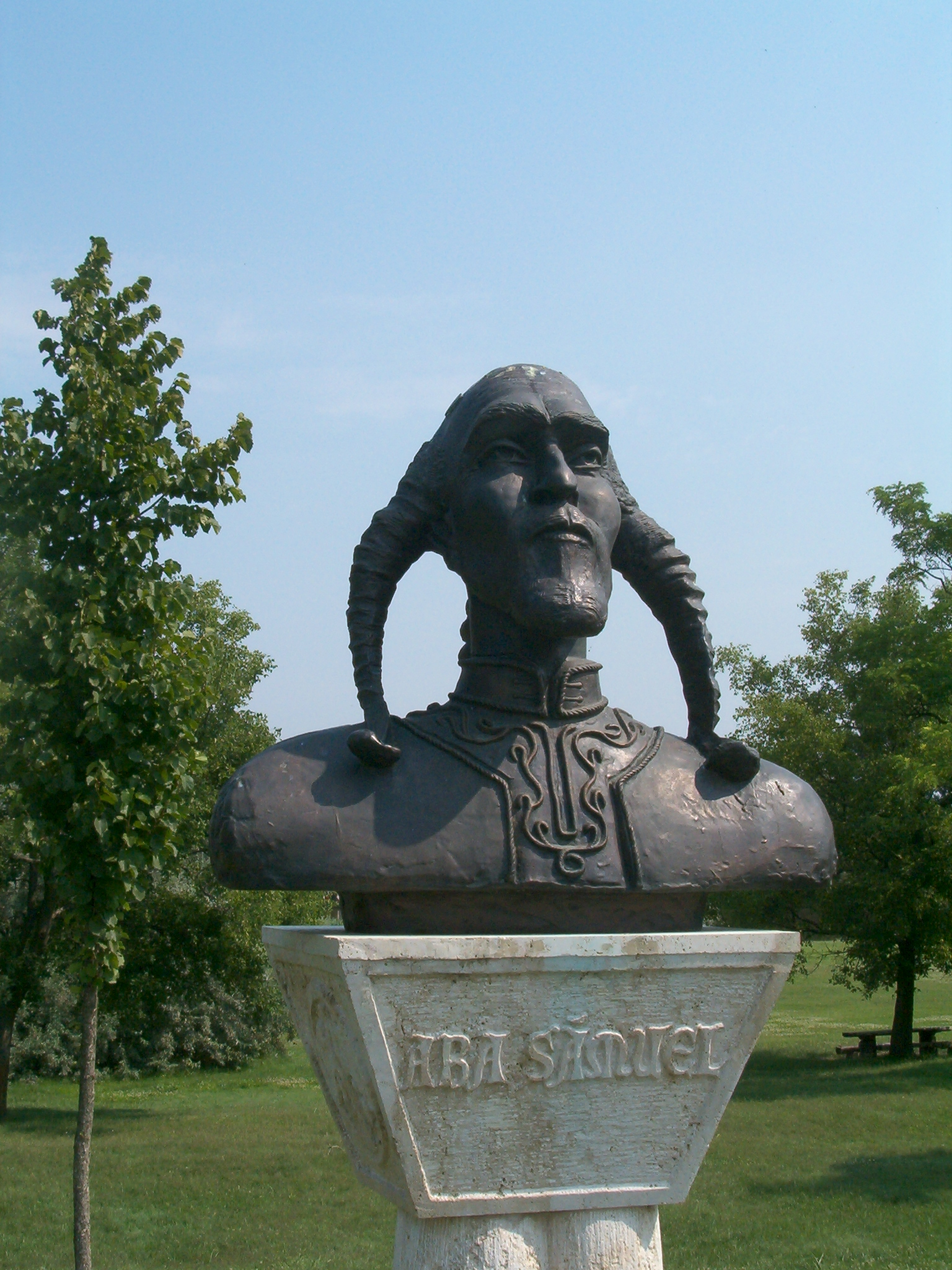
Buste van Sámuel Aba (National Historical Memorial Park in Ópusztaszer).

Paltsgraaf Sámuel Aba [ˈʃaːmuɛl ˈɒbɒ] (Hongaars: Aba Sámuel) (ca. 990 - bij Füzesabony, 5 juli 1044) was van 1041 tot 1044 koning van Hongarije en daarmee opvolger van Peter Orseolo. Hij was de zoon van Sarolta (vaak ook Zarolta genoemd), de jongste zus van Stefanus I.
Sámuel was een nakomeling van Eödömér, een stamleider uit de tijd van de vestiging van de Magyaren in de Karpatenboog. Hij was ook de zwager van Stefanus I, waarop Sámuels aanspraken op de Hongaarse troon waren gebaseerd.
Sámuel Aba was eind jaren 30 van de 11e eeuw aanvoerder van een groep, die koning Peter Orseolo van de troon verdreef en hem dwong om zijn toevlucht te zoeken bij de rooms-Duitse koning Hendrik III. Sámuel Aba werd tot nieuwe koning uitgeroepen en trachtte door een duidelijke verlaging van de belastingen de vrije mannen aan zijn kant te krijgen. Hierdoor en door het feit, dat het heidendom onder zijn regering een nieuwe opleving kende, geraakte hij in conflict met de Kerk, vooral met bisschop Gerard van Csanád, die hem op grond van talrijke moorden op zijn tegenstanders openlijk berispte. Ook de adel keerde zich in toenemende mate van de koning af, omdat Sámuel Aba zijn overwicht tegenover de lagere lagen  van de maatschappij inperkte.
In februari 1042 viel Sámuel Aba de Oostmark (Marcha Orientalis) en de Karantanische mark binnen. Tegelijkertijd met het ten zuiden van de Donau onder Aba's leiding oprukkende leger, stuurde hij ook een leger ten noorden van de Donau uit. Het zuidelijke leger rukte op tot aan de Traisen en trok dan over Tulln met een grote buit naar huis. De ten noorden van de Donau optrekkende legerbende werd door markgraaf Adalbert de Zegerijke en zijn zoon Leopold vernietigend verslagen. Daarop trok koning Hendrik III samen met Peter Orseolo, hertog Břetislav I van Bohemen en markgraaf Adalbert Hongarije binnen. Ze namen de rond 1020 gestichte en omstreeks 1030 door Hongarije veroverde urbs Heimenburc (Hainburg) in en verwoestten deze. Daarna stootten ze op de noordelijke Donauoever door en namen Pressburg (Hongaars: Pozsony; huidige Bratislava) in en konden zelfs tot aan Gran (Hongaars: Esztergom) oprukken. Daarbij werd een reeks burchten veroverd en aan Bela, een neef van de overleden koning Stefanus I, overgedragen.
Toen een jaar later, in 1043, Hendrik III opnieuw een veldtocht tegen Hongarije voerde en de Rába bereikte, kon hij een vredesverdrag afdwingen. Daarbij viel de in 1030 aan Hongarije afgestane landstreek tussen de Fischa en de Leitha weer aan het Heilig Roomse Rijk toe. In het oosten van de Oostmark werd nu de zogenaamde Hongaarse mark, ook Neumark genoemd, opgericht en Leopold als markgraaf aangesteld. Deze stierf echter kort daarop, enkele dagen na zijn huwelijk met Agnes van Poitou en Aquitanië.
Binnen de Hongaarse maatschappij namen de conflicten opnieuw toe. Een groot deel van de edelen kwam in opstand tegen Sámuel Aba en steunde Peter als koning. Hendrik III maakte hiervan gebruik om opnieuw tegen Hongarije ten oorlog te trekken. Hij bekampte het Hongaarse leger in de Slag bij Menfö op 5 juli 1044, en Peter Orseolo werd voor een korte periode weer op de Hongaarse troon verheven. Sámuel Aba daarentegen werd gevangen genomen en geëxecuteerd.
Zijn stoffelijke resten rusten in het klooster van Abasár (toen: Sár), hetwelk Sámuel zelf had laten oprichten.